# Thesbia nana
Thesbia nana är en snäckart som först beskrevs av Sven Lovén 1846.
Enligt Catalogue of Life ingår Thesbia nana i släktet Thesbia och familjen kägelsnäckor, men enligt Dyntaxa är tillhörigheten istället släktet Thesbia och familjen Turridae. Enligt den svenska rödlistan är arten starkt hotad i Sverige. Arten förekommer i Götaland. Artens livsmiljö är havet. Inga underarter finns listade i Catalogue of Life.